# 丹·伊塞尔
丹尼尔·保罗·伊塞尔（英語：Daniel Paul Issel，1948年10月25日—），美国NBA联盟前职业篮球运动员。他在1970年的NBA选秀中第8轮第122顺位被底特律活塞选中。

## 教練時期
在他的職業生涯中，Issel至伍德福德郡 (肯塔基州)的Courtland馬場退休。在為肯塔基籃球賽解說一年的時間後，從1988年到1992年成為金塊隊主播。
即使沒有教練經驗，伯尼·比克斯塔夫也在1992年招募了他作為金塊主教練。在1994年，伊塞爾帶領金塊隊重返季后賽。國家籃球協會（NBA）季后賽歷史上五戰三勝制中系列賽以讓二追三逆轉擊敗了西雅圖超音速隊（史上首次老八傳奇）。1994-95賽季，伊塞爾在執教34場比賽後辭職，面對他的教練風格的批評，說他不喜歡他將要成為的人。
他於1998年返回金塊，兼任總裁與總經理，於1999年12月再次擔任主教練，將總經理一職交予Kiki Vandeweghe。他的第二任期遠遠不及前任成功，在這段時間裡掘金沒有一個獲勝的賽季。他受到阻礙，部分原因是球隊為找到一個新的主人，在最後一刻，兩筆出售球隊的交易破局。在1999-2000賽季開始之前，他告訴記者，由於所有權狀況不穩定，他根本無法做出幾項決定。
2000年，金塊在東區客場之旅以四連敗作收，伊塞爾因批評球隊而激怒他們，引發球隊的暴動。掘金的隊長們呼籲抵制球隊的下一個訓練，引起CNN和其他新聞媒體的興趣。球隊在本賽季後期狀況改善，但以40-42的紀錄錯失了季后賽。
伊塞爾在2001年12月與球隊不歡而散。12月11日，在憾負夏洛特黃蜂後，伊塞爾聽到一名球迷在離開百事中心球場時嘲笑他。伊塞爾反譏道：“去喝杯啤酒吧，你這個墨西哥狗屎。”事件被丹麥NBC的支部KUSA-TV捕獲。伊塞爾被球隊禁賽四場，在第二天公開道歉，並在星期五會見了西班牙裔代表，代表接受了他的道歉。不過，丹佛的幾名西班牙裔成員認為禁賽處罰不足，並呼籲球隊解僱他。在禁賽結束之前的幾個小時，伊塞爾休假，決定是否要回歸，最終決定在12月26日辭職。

## 主教练战绩
| 隊伍 | 年份    | 常規賽 | 常規賽 | 常規賽 | 常規賽 | 常規賽         | 季後賽     |
| 隊伍 | 年份    | 比賽   | 勝     | 負     | 勝率   | 排名           | 季後賽     |
| ---- | ------- | ------ | ------ | ------ | ------ | -------------- | ---------- |
| DEN  | 1992-93 | 82     | 36     | 46     | .439   | 中西赛区第四名 | 未進入     |
| DEN  | 1993-94 | 82     | 42     | 40     | .512   | 中西赛区第四名 | 第二轮失利 |
| DEN  | 1994-95 | 34     | 18     | 16     | .529   | (辭職)         | —          |
| DEN  | 1999-00 | 82     | 35     | 47     | .427   | 中西赛区第四名 | 未進入     |
| DEN  | 2000-01 | 82     | 40     | 42     | .488   | 中西赛区第六名 | 未進入     |
| DEN  | 2001-02 | 26     | 9      | 17     | .346   | (開除)         | —          |
| 總計 | 總計    | 388    | 180    | 208    | .464   |                |            |